# Paratyp

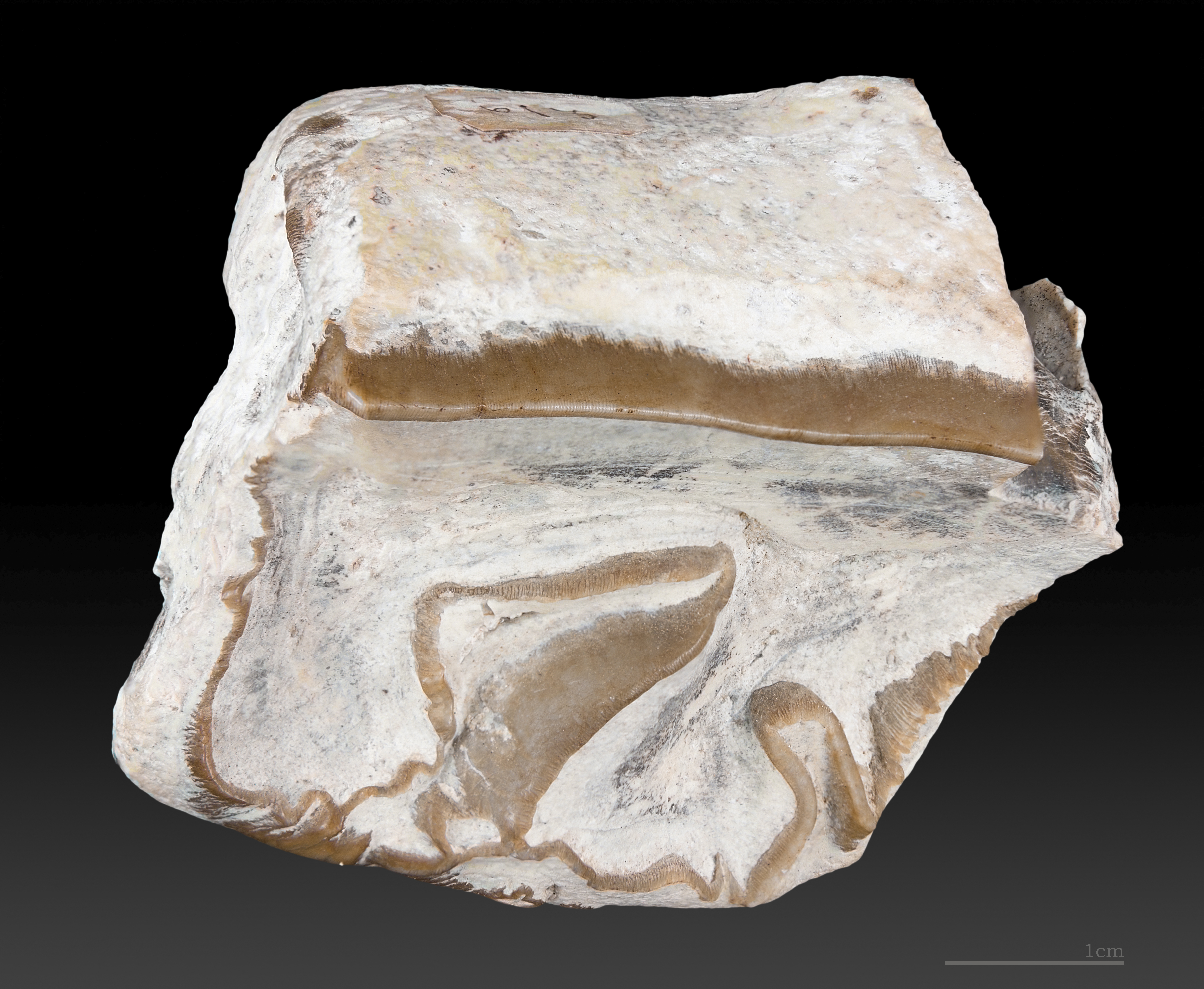
Paratyp Cadurcotherium nouleti

Paratyp – typ nomenklatoryczny, okaz wykorzystywany przez autora przy opisie nowego gatunku, niebędący holotypem. Paratypy pozwalają lepiej wyrazić sposób pojmowania nowego gatunku przez jego autora.